# Brisbane Skytower
La Brisbane Skytower est un gratte-ciel de 90 étages situé à Brisbane en Australie. Il a été achevé en 2019 et s'élève à 270 mètres. Il contient 1141 appartements, une piscine sur le toit, des établissements de loisirs, une salle de sport professionnelle, un spa, des espaces de bureaux, une école maternelle et des commerces au rez-de-chaussée.